# Ed Is Dead
Ed Is Dead — пісня з дебютного міні-альбому «Come on Pilgrim» американської альтернативної групи Pixies. Вона є однією з добре відомих пісень групи; Pixies регулярно включали та включають її в сет-листи концертів. AllMusic назвав «Ed Is Dead» «енергійною, витонченою, серфовою одою».
Пісня була переспівана групою Melon для триб'юту Pixies Fuckin' Die.